# 597

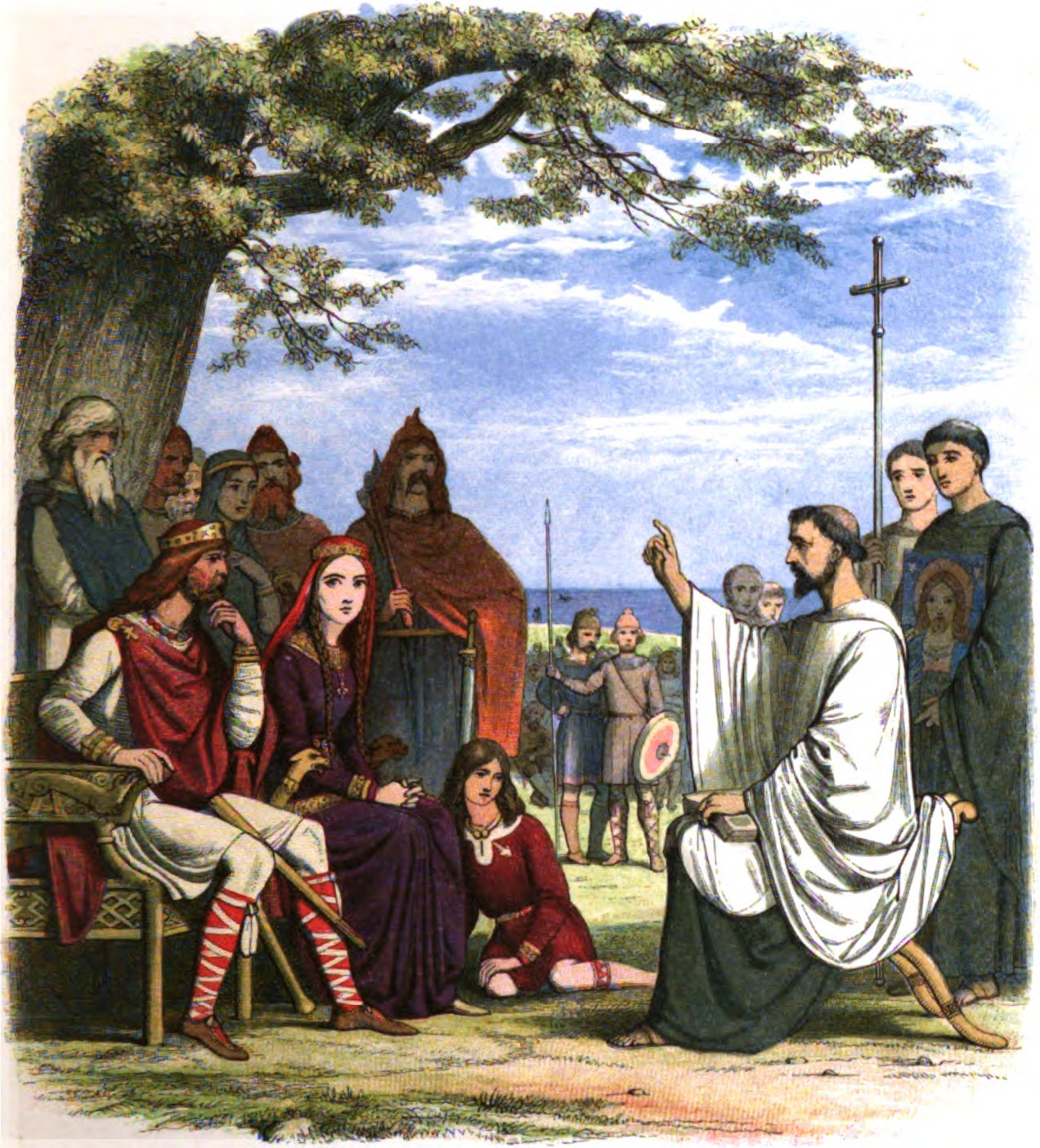
Augustinus predikt voor koning Ethelbert

Het jaar 597 is het 97e jaar in de 6e eeuw volgens de christelijke jaartelling.

## Gebeurtenissen

### Europa
- De 13-jarige Chlotharius II wordt koning van Neustrië nadat zijn moeder Fredegonde in Parijs is overleden. Hij begint een burgeroorlog tegen Austrasië, het oostelijke deel van het Frankische Rijk.
- Ceolwulf (597-611) volgt zijn broer Ceol op als koning van Wessex. Hij wordt regent van Ceols zoon Cynegils die te jong is om het koninkrijk te regeren. (Volgens de Angelsaksische Kroniek)

### Azië
- Mangalesa (597-609) volgt zijn broer Kirtivarman I op als koning van Chalukya (huidige India). Tijdens zijn bewind valt hij de streek Khandesh en Gujarat in het Hoogland van Dekan binnen.

## Religie
- Augustinus van Canterbury landt met een groep van 40 benedictijnse monniken op het eiland Thanet voor de oostkust van het Zuid-Engelse koninkrijk Kent. Hij krijgt toestemming van koning Ethelbert om het christendom te prediken aan de Angelsaksen en sticht in de stad Canterbury een klooster.

## Geboren
- Oemm Salama, echtgenote van Mohammed (overleden 680)
- Zaynab bint Khuzayma, echtgenote van Mohammed (waarschijnlijke datum)

## Overleden
- 9 juni - Columba van Iona (75), Iers abt en missionaris
- Fredegonde, koningin en regentes van de Franken